# Cees Bol
Cees Bol (Zaandam, Zaanstad, 27 de juliol de 1995) és un ciclista neerlandès. Actualment corre a l'XDS Astana Team. En el seu palmarès destaca la Nokere Koerse de 2019, així com diverses etapes en curses d'una setmana.

## Palmarès
- 2016
  - 1r a l'Olympia's Tour
- 2018
  - 1r a la Fletxa ardenesa
  - Vencedor d'una etapa al Tour de Bretanya
- 2019
  - 1r a la Nokere Koerse
  - Vencedor d'una etapa a la Volta a Califòrnia
  - Vencedor d'una etapa a la Volta a Noruega
- 2020
  - Vencedor d'una etapa a la Volta a l'Algarve
- 2021
  - Vencedor d'una etapa a la París-Niça
- 2022
  - Vencedor d'una etapa a la Volta a la Gran Bretanya

### Resultats al Tour de França
- 2019. No surt (17a etapa)
- 2020. 140è de la classificació general
- 2021. 140è de la classificació general
- 2023. 149è de la classificació general
- 2024. 138è de la classificació general

### Resultats al Giro d'Itàlia
- 2022. No surt (14a etapa)